# Opacz Wielka
Opacz Wielka – dawna wieś, współcześnie osiedle i obszar MSI w dzielnicy Włochy w Warszawie.

## Położenie
Osiedle znajduje się w południowo-zachodniej części dzielnicy Włochy i graniczy z osiedlami:
- Załuski w dzielnicy Włochy,
- Raszyn-Rybie w gminie Raszyn,
- Opacz Kolonia w gminie Michałowice,
- Salomea w dzielnicy Włochy,
- Okęcie w dzielnicy Włochy.

## Historia
- XV-XVI w. − pierwsze wzmianki o wsi Opacz, własność Opackich herbu Prus, licząca 6 łanów
- XVIII w. − własność adiutanta królewskiego gen. Arnolda Byszewskiego
- pocz. XIX w. − własność Kajetana Dominika Kalinowskiego, ekonomisty i prawnika, wiceministra skarbu w Królestwie Polskim
- XIX w. − wydzielenie ze wsi Opacz osady Salomea (najpewniej na cześć Salomei ze Zwolińskich Kalinowskiej, żony Kajetana Dominika)
- 6 marca 1944 − 6 podchorążych z 3 kompanii rejonu ożarowskiego VII obwodu AK „Obroża” podczas ćwiczeń w terenie zostało schwytanych przez miejscowych volksdeutschów, a następnie zamordowanych przez żandarmów
- maj 1944 − odwet oddziału bojowego Kedywu Okręgu Warszawskiego AK, w wyniku czego wykonano wyrok na 4 osobach winnych śmierci podchorążych, a na 2 następnych kilka tygodni później

## Współczesność
Na pograniczu osiedli Opacz i Załuski powstały centra handlowe. Bliskość lotniska na Okęciu nadal ogranicza wznoszenie tu wysokich budynków.